# 磯貝治良
磯貝 治良（いそがい じろう、1937年 - ）は日本の朝鮮韓国に関わる作家、評論家、活動家。「在日朝鮮人作家を読む会」の主宰。
金城学院大学非常勤講師。NPO法人「三千里鐵道」副理事長。

## 来歴
1937年、愛知県半田市生まれ。愛知大学法経学部経済学科卒業。1977年から名古屋で「在日朝鮮人作家を読む会」を主宰し、会の文芸誌『架橋』を発行。
大学講師、警備員などの仕事をしながら、新日本文学会、マダン劇グループ、外国人登録法反対運動、在日韓国人に対する参政権付与運動、NPO法人「三千里鐵道」など、主に朝鮮韓国に関わる様々な活動に参加している。
2006年には、全18巻に及ぶ『〈在日〉文学全集』（勉誠出版）を黒古一夫とともに編集した。

## 著作

### 評論集
- 始源の光――在日朝鮮人文学論（創樹社）
- 戦後日本文学のなかの朝鮮韓国（大和書房、1992年）
- 〈在日〉文学論（新幹社、2004年）

### 小説
- イルボネチャンビョク――日本の壁（風琳堂、1994年）
- 在日疾風純情伝（風琳堂、1996年）
- 夢のゆくえ（影書房、2007年）
- クロニクル二〇一五（一葉社、2014年）